# Tempel van Artemis in Efeze

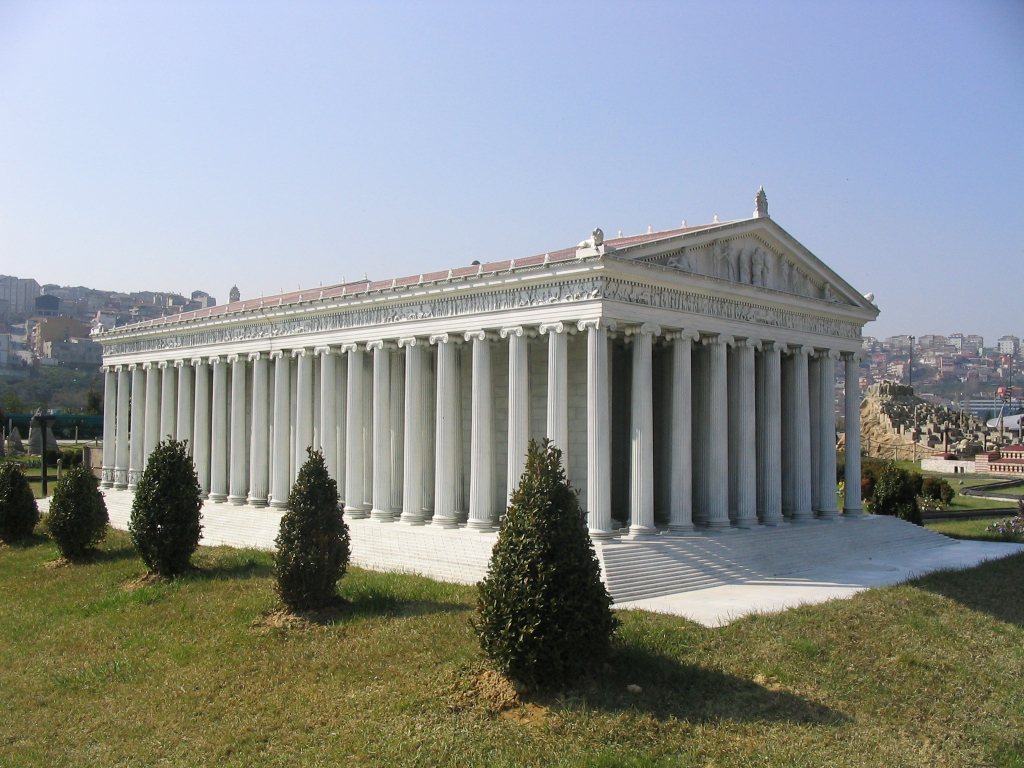
Maquette van de originele uitvoering

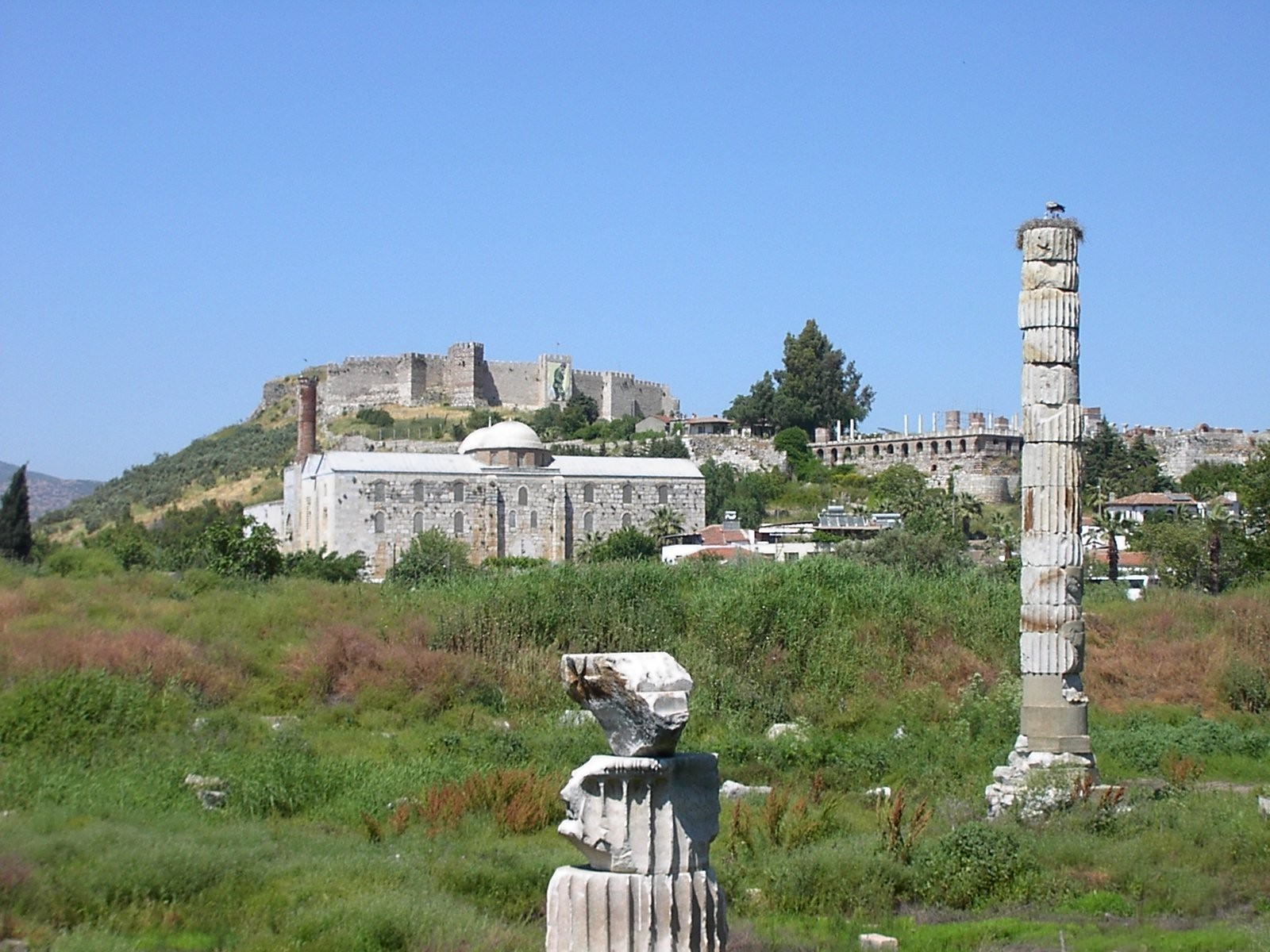
Huidige situatie op de plek waar de tempel heeft gestaan. Er is niet veel van over: enkel de gestapelde zuilen op de voorgrond.

De tempel van Artemis in Efeze, ook Artemision geheten (Oudgrieks: ὁ ναὸς τῆς Ἀρτέμιδος Ἐφεσίης, ὁ ἐν Ἐφέσῳ ναὸς τῆς Ἀρτέμιδος, τὸ Ἀρτεμίσιον Ἐφέσιον; ho naòs tês Artémidos Ephesíês, ho en Ephéô naòs tês Artémidos, tò Artemísion Ephésion, Latijn: Templum Dianae Ephesi(n)ae of Artemisium Ephesi(n)um) was het grootste tempelgebouw van de oudheid. Het wordt tot de zeven wereldwonderen van de antieke wereld gerekend.
Het gebouw was rond 550 v.Chr. gereed en was een van de heiligdommen ter ere van de maagdelijke jacht-, vruchtbaarheids- en maangodin Artemis (Diana), een voor de Grieken zeer belangrijke godin, met een oorsprong als Moedergodin in Anatolië. De Artemiscultus was namelijk nauw verwant met die van Kubele of Cybele.
In de hellenistische periode werd aan de stad Efeze een fabelachtige rijkdom toegeschreven. Als hoofdstad van de Romeinse provincia Asia was het een van de grootste steden van de oudheid. Tegenwoordig ligt het in Turkije, bij Selçuk, niet ver van İzmir.

## Voorgeschiedenis
Het heiligdom te Efeze was veel ouder dan het Artemision zelf. Pausanias meende te weten dat het heiligdom van Artemis er al zeer lang voordien was. Hij zegt met zekerheid te weten dat het reeds jaren voor de Ionische migratie bestond en zelfs ouder was dan het profetische heiligdom van Apollon in Didyma. Volgens hem maakten de Leleges en Lydiërs de oorspronkelijke pre-Ionische bevolking van de stad uit. Kallimachos schreef in zijn Hymne aan Artemis de oorsprong van de temenos te Efeze toe aan de Amazonen. Kallimachos vermoedde dat de eredienst van deze Amazonen reeds draaide rond een cultusbeeld (bretas).

## Bouw

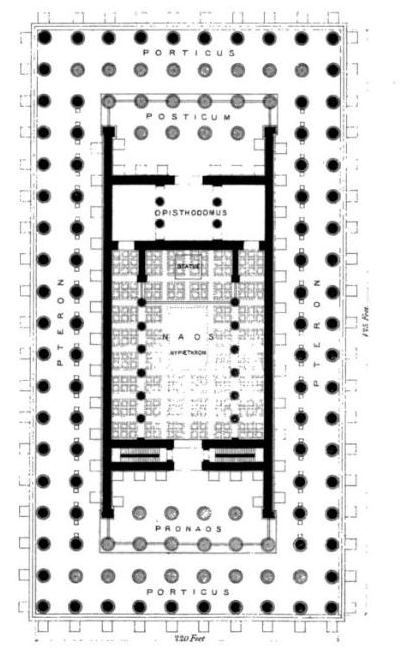
Grondplan van tempel "D". De 36 columnae caelatae zijn aangegeven in een lichtere grijze tint.

### Tempel "A", "B" en "C"
Bij opgravingen door David George Hogarth van voor de Eerste Wereldoorlog, werden drie opeenvolgende, over de vorige bouwwerken gebouwde, tempels geïdentificeerd (tempel "A", "B" en "C").
Corrigerende nieuwe opgravingen in 1987-1988 hebben Pausanias' stelling bevestigd. Testgaten, samen met een reeks van aardewerkvondsten die teruggaan tot de midden-geometrische periode, toen de peripterostempel met kleivloer werd gebouwd (tweede helft 8e eeuw v.Chr.), hebben aangetoond dat de plek reeds in de bronstijd werd bewoond. De peripterostempel van Efeze was het vroegste voorbeeld van een peripterostype op de Klein-Aziatische kust en misschien de vroegste door zuilen omringde Griekse tempel.
In de zevende eeuw v.Chr. vernietigde een overstroming de tempel en liet meer dan een halve meter zand en rommel verspreid over de voormalige vloer van aangestampte klei achter. Anton Bammer merkt op dat hoewel de onder overstromingen lijdende plek tussen de achtste en zesde eeuw v.Chr. ongeveer twee meter werd opgehoogd en nog eens 2,4 m tussen de zesde en de vierde, de plaats werd behouden, waaruit men kan concluderen dat de plek een belangrijke rol speelde in de cultus.

### Tempel "D"
De tempel (archeologisch: tempel "D") werd in Efeze na de verwoesting van de eerdere drie tempels, die ten dele uit hout waren opgetrokken, in een moerassig gebied herbouwd.

De bouw van deze nieuwe tempel, die nu uit marmer werd opgetrokken - zoals vaak met oorspronkelijk houten tempels gebeurde - vergde een ongebruikelijke 120 jaar, vanaf de eerstesteenlegging rond 560 v.Chr. De toenmalige bouwheer was koning Croesus van Lydië. De architecten waren Rhoikos van Samos, vervolgens Chersiphron van Knossos en zijn zoon Metagenes, en ten slotte Demetrios en Paionios uit Efeze zelf. Zij voltooiden de bouw rond 440 v.Chr. na de beëindiging van de Perzische Oorlogen. De bouw verliep uiterst moeilijk, omdat de tempel uit 127 rijk versierde marmerzuilen van 18 m hoog bestond - op een oppervlakte van 115 m op 55 m - die buitengewoon zware dwarsbalken droegen. 

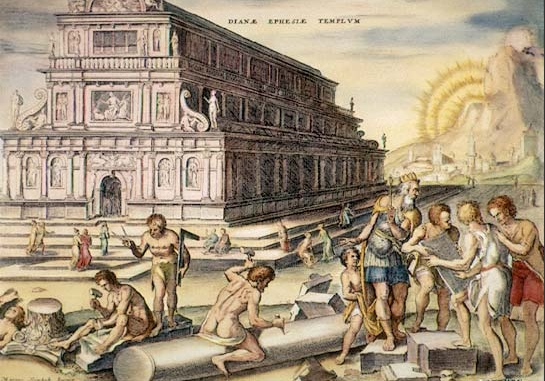
Tempel van Artemis, door de 16e-eeuwse Nederlandse schilder Martin Heemskerck afgebeeld als een basiliek.

De tempel bestond nu uit twee rijen zuilen - en werd daarmee een dipterostempel - waardoor een brede ceremoniële doorgang rond de naos ontstond. Het dak werd vervaardigd uit cederhout.
De beschrijving van deze tempel komt vooral van Plinius de Oudere.
Het totale complex had een oppervlakte van omstreeks 8000 m2. Volgens de overlevering waren in oeroude tijden de Amazonen ook de stichteressen van de stad Efeze geweest en op de friezen rond de tempel waren inderdaad talloze reliëfs met onder meer Amazonen aangebracht, gemaakt door Griekse beeldhouwers die de tempel aankleedden: Polyclitus, Pheidias, Cresilas, en Phradmon. Er waren eveneens schilderijen, en zuilen belegd met goud en zilver. Volgens Plinius heeft Skopas bas-reliëfs op de tempelzuilen aangebracht. Deze zuilen waren uit marmer vervaardigd en de delen werden vanuit 10 km verder gelegen groeven aangevoerd. Om dat voor elkaar te krijgen werden de uitgehakte marmerbalken zijdelings van reusachtige houten wielen voorzien die met pinnen in de uiteinden werden verankerd. Daarna werd deze constructie met een ossenspan op weg getrokken. Ook de lange rechthoekige architraven konden mits enige aanpassing van de techniek op deze wijze vervoerd worden.

#### De brand van 356 v.Chr.
De tempel viel op 21 juli 356 v.Chr. ten prooi aan een brandstichting door Herostratos. Hij deed dit uit geldingsdrang: zijn opzet, door het afbranden van het wereldwonder beroemd en aldus onsterfelijk worden, is hem gelukt. Volgens de legende zou in de nacht van de brand Alexander de Grote zijn geboren, die later ook financiële hulp aanbood voor de wederopbouw van de tempel, hetgeen echter beleefd werd afgeslagen. Vanaf 325 v.Chr. werd de tempel gerenoveerd.

### Tempel "E"
De reusachtige nieuwbouw (tempel "E") werd uitgevoerd door de Efezische architect Cheirokrates, die op het puin van de bouwwerken van zijn voorgangers een groter areaal (125,67 x 65,05 m2, 2 m hoog) als basis nam voor een nieuwe, nog prachtigere tempel met stenen dak.

## Inval van de Goten in 262

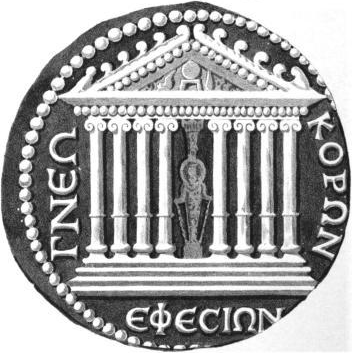
Een munt van Gordianus III (225-244) met de tempel van Artemis op de keerzijde en de legende ΕΦΕϹΙΩΝ·Γ·ΝΕΟΚΟΡΩΝ, "van de Efeziërs, driemaal neokoren". ("Tempelbewaarders", een eretitel die door de Romeinse keizers aan een aantal steden werd geschonken, soms meerdere malen, zoals hier.)

Deze wederopbouw werd op haar beurt vernietigd tijdens een overval door de Goten in 262, in de tijd van keizer Gallienus. "Respa, Veduc en Thuruar, leiders van de Goten, gingen aan boord en zeilden over de zee-engte van de Hellespont naar Asia. Daar verwoestten zij vele dichtbevolkte steden en staken de vermaarde tempel van Diana in Efeze in brand." De Efeziërs herbouwden de tempel.

## Kerstening
In Efeze zou volgens de tweede-eeuwse Acta Ioannis de Apostel Johannes in het openbaar hebben gebeden in de tempel en Artemis zelf en al haar demonen hebben uitgedreven en « plotseling viel het altaar van Artemis uiteen in vele stukken ... En de halve tempel stortte in », waarop de Efeziërs zich onmiddellijk bekeerden, al wenend, biddend of vluchtend.
De meerderheid van Efeziërs heeft zich waarschijnlijk in de loop van de vierde eeuw tot het christendom bekeerd. In 391 werden de heidense tempels door Theodosius I voor gesloten verklaard. In 401 ten slotte werd de tempel door een bende onder leiding van Johannes Chrysostomus vernietigd, nadat het eerst nog had dienstgedaan als kerk voor het nieuw opgekomen christendom. De stenen werden voor de bouw van andere gebouwen gebruikt. Acht van de ca 18 meter hoge, donkergroene pilaren zijn te bezichtigen in de Aya Sofia, waar zij werden gebruikt voor het (aanvankelijk christelijk) prestigieuze kerkgebouw dat in het huidige Turkse Istanboel werd opgetrokken. Op de plaats van de tempel in Efeze is nog een enkele zuil over. Brokstukken van de tempel worden bewaard in het Brits Museum in Londen.
De Artemistempel wordt onder meer in het Bijbelboek Handelingen impliciet genoemd als het religieuze centrum van Efeze. Efeze was volgens dit boek de tempelbewaarster van de godin; men geloofde dat het grote Artemisbeeld dat in de tempel stond uit de hemel gevallen was. Efezische zilversmeden maakten destijds replica's van de tempel en van het beeld.
De christenen muntten bij al hun tijdgenoten uit door hun eenzijdige benadering van goden die niet de hunne waren. Een christelijke inscriptie in Efeze geeft aan waarom zo weinig van de cultusplaats overgebleven is:

"Bij het vernielen van het misleidend beeld van de demon Artemis, heeft Demeas dit symbool van waarheid opgetrokken, de God die alle afgoden verjaagt, en het Kruis van de priesters, onsterfelijk en overwinnend symbool van Christus."

Het zogenaamde later genoemde Artemisium is op een andere plaats gebouwd dan waar de tempel stond en is van relatief recentere datum. Dit werd omstreeks de periode van het Concilie van Efeze het graf van de moeder van Maria genoemd. Tijdens dit concilie werd ook de Kerk van Maria gebouwd.

## Archeologische vondsten
De verkleuringen van de aarde, die bij diepgaande opgravingen werden waargenomen, bevestigen de berichten, dat bij de voorbereiding van het gebied voor de bouw van de tempel houtskool en leren afdekkingen ter versteviging van de veenachtige ondergrond zijn aangebracht.

### Kleinere voorwerpen
Bij de opgravingen bleek de funderingslaag meer dan duizend artefacten te bevatten. Daaronder wat mogelijk de oudste munten van zilver-goud allooi (elektrum) kunnen zijn.
In het puin van de vloed van de zevende eeuw werden de overblijfselen van een ivoren plaque met een ingekerfde griffioen en levensboom gevonden, die schijnbaar afkomstig was uit Noord-Syrië. Belangrijker nog, de vloedgolf begroef tegen de noordermuur een hoop materiaal waaronder amberen traandruppels met elliptische doorsnede, die ooit het houten beeld van de Vrouwe van Efeze hadden gesierd. Dit xoanon moet door de overstroming vernield zijn.
Er was blijkbaar voor moerasgrond gekozen als cultusplaats, wat aldus Plinius de Oudere ook een voordeel opleverde in geval van aardbevingen.
De tempel werd een bedevaartsoord en later een bezienswaardigheid, die ook bezocht werd door handelaars en koningen. De meeste bezoekers eerden Artemis met juwelen en allerlei andere goederen en gaven.

### Cultusbeeld

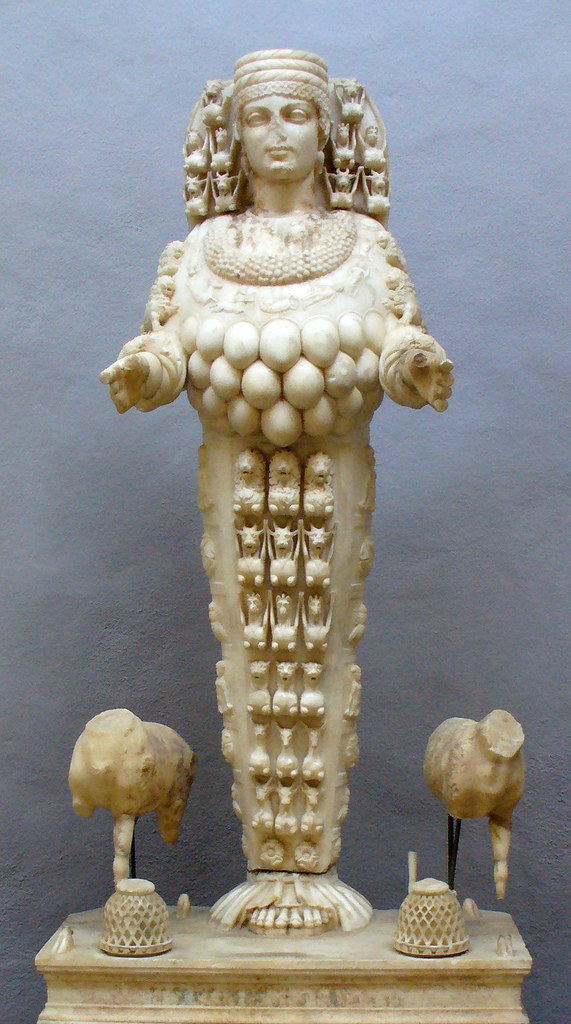
Beeld van Artemis van Efeze met de dierenriem rond haar hals (Efeze, Turkije).

Zoals hierboven reeds vermeld, werd de tempel van Artemis in de zevende eeuw v.Chr. door een overstroming verwoest. Door afzettingen van de overstroming was er een ophoping tegen de noordermuur met daaronder amberen traanvormige druppels met elliptische dwarsdoorsneden, die ooit het houten cultusbeeld van de "Dame van Efeze" hadden bekleed: het xoanon (houten cultusbeeld) moest dus in de vloed zijn vernietigd.
Een nieuw twee meter hoog ebbenhouten of druivelaren, met goud en zilver bekleed, xoanon werd door Endoios gemaakt en een naiskos (kleine tempelkapel) om het in onder te brengen werd ten oosten van het openlucht altaar opgericht. Heraklitos wijdde zijn boek over de logos in de tempel op het altaar van Artemis.
Bij de brand van 356 v.Chr. ging het houten beeld waarschijnlijk verloren en er werd een nieuwe kopie vervaardigd. Deze kopie behield nog veel van de archaïsche trekken die het origineel moet hebben bezeten, zoals haar statische houding. Kopieën van het beeld raakten verspreid in het Imperium Romanum. Een mooi exemplaar is opgegraven in het amfitheater te Leptis Magna.
Opvallend is de dierenriem die rond haar hals loopt en waarschijnlijk op astrologische elementen in de Efezische cultus wijst. De twee Victoriae die we aantreffen bij de kopie uit Leptis Magna, ontbreken in die van Efeze. Sommige kopieën dragen ook een muurkroon, een populair oosters motief tijdens de hellenistische periode.
Artemis wordt afgebeeld met dieren aan elke kant van het hoofd, in de armen, op de borst en op haar kleed: leeuwen, luipaarden, geiten, griffioenen en stieren. Artemis werd dan ook wel "Meesteres van de dieren" genoemd. De eivormige uitsteeksels, die vaak zijn omschreven als borsten, stellen waarschijnlijk stierentestikels voor, hoewel het ook mogelijk is dat het om kalebassen gaat. Wat zeker is, is dat ze symbool staan voor vruchtbaarheid en dat dit een van de belangrijkste functies was van Artemis in Efeze.

## Voetnoten
1. ↑  (Oudgrieks: ὁ ναὸς τῆς Ἀρτέμιδος Ἐφεσίης / ho naòs tês Artémidos Ephesíês, τὸ Ἀρτεμίσιον / tò Artemísion; Latijn: Templum Dianae Ephesi(n)ae of Artemisium Ephesi(n)um)
2. ↑  Antipater van Sidon (Anthologia Graeca IX 58); Philon van Byzantium, de Septem Orbis Mir.
3. ↑  Pausanias, VII 2.6.
4. ↑  Callim., in Dian. 237 ff.
5. ↑  D.G. Hogarth (ed.), Excavations at Ephesus. The Archaic Artemision, Londen, 1908.
6. ↑  A. Bammer, A Peripteros of the Geometric Period in the Artemision of Ephesus, in Anatolian Studies 40 (1990), pp. 137-160.
7. ↑  Bammer (Idem, p. 142.) merkte sommige nog eerdere geplaatste stenen, Myceens aardewerk en ruwe kleien dierenfigurines op, maar zegt tevens dat: « it is still to early to come to conclusions about a cult sequence. »
8. ↑  De vloed kan worden gedateerd aan de hand van keramiekfragmenten (Idem, p. 141.).
9. ↑  Idem, p. 144: « this indicates that maintaining the identity of the actual location played an important role in the sacred organization. »
10. ↑  Herodotos, III 60.
11. ↑  Plinius maior, Naturalis Historia XXXVI 21.95; Strabo, Geographika XIV 1.22; Vitruvius, De Architectura III 2.7, X 2.11.
12. ↑  Vitruvius, De Architectura VII intr. 12, 16.
13. ↑  Vitruvius, De Architectura VII intr. 16.
14. ↑  Plinius maior, Naturalis Historia XXXVI 21.95; Strabo, Geographika XIV 1.23.
15. ↑  Vitruvius, De Architectura II 9.13.
16. ↑  Strabo, Geographika XIV 1.22; Plut., Alex. 3; Cic., De Nat. Deor. II 27; Val. Max., VIII 14 ext. 5; Gell., II 6.
17. ↑  Strabo, Geographika XI 1.23.
18. ↑  Jordanes, Getica XX 107.
19. ↑  Acta Ioannis 37. (Engelse vertaling!)
20. ↑  J. Freely, The Western Shores of Turkey: Discovering the Aegean and Mediterranean Coasts, Londen, 1988, p. 148.
21. ↑  Hand 19:27.
22. ↑  Hand 19:35.
23. ↑  Hand 19:24.
24. ↑  Aangehaald door R. MacMullen, Christianizing the Roman Empire AD 100-400, New Haven - Londen, 1984, p. 18; zie ook R. Strelan, Paul, Artemis, and the Jews in Ephesus, Berlijn - New York, 1996, p. 85.
25. ↑  Ephesos 3085 = IEph IV 1351.
26. ↑  Plinius maior, Naturalis Historia XXXVI 21.95
27. ↑  Plinius' rationalisering voor de keuze van de cultusplaats hield geen rekening met de oudheid van deze sacrale plaats.
28. ↑  Plinius maior, Naturalis Historia XVI 79.213-216: Plinius' bron was de Romein Mucianus, die dacht dat het cultusbeeld gemaakt door een zekere "Endoios" bijzonder oud was, maar de naam van Endoios verschijnt pas in laat-zesde-eeuwse Attische inscripties. Aan hem toegeschreven werken worden door Pausanias vermeld. Het belangrijkste is echter, aldus LiDonnici (L.R. LiDonnici, The Images of Artemis Ephesia and Greco-Roman Worship: A Reconsideration, in The Harvard Theological Review 85 (1992), p. 398.), dat de Efeziërs zich herinnerden dat een bepaalde beeldhouwer de kopie van het beeld had gemaakt. Athenagoras van Athene noemt Endoeus, een leerling van Daedalus, als de beeldhouwer van het grote Artemisbeeld in Efese.
29. ↑  G. Seiterle, Artemis: Die Grosse Göttin von Ephesos, in Antike Welt 10 (1979), pp. 3-16; R. Fleischer, Neues zur kleinasiatischen Kultstatue, in Archäologischer Anzeiger 98 (1983), pp. 81-93; B. Alroth, Greek Gods and Figurines, Uppsala, 1989, pp. 25 ff.
30. ↑  A. Bammer, A Peripteros of the Geometric Period in the Artemision of Ephesus, in Anatolian Studies 40 (1990), p. 153.